# Декскетопрофен
Декскетопрофе́н (лат. Dexketoprofenum) — лекарственное средство, нестероидный противовоспалительный препарат из группы производных пропионовой кислоты. Обладает анальгезирующим и жаропонижающим эффектом, выраженность противовоспалительного действия незначительна. Механизм действия связан с неизбирательным ингибированием ферментов циклооксигеназы ЦОГ1 и ЦОГ2 и блокированием синтеза простагландинов.

## История
Препарат впервые был разработан и выведен на рынок фирмой Menarini (Италия) под торговой маркой Keral. В настоящее время декскетопрофен лицензирован во многих странах мира. Оральная форма разрешена к использованию в Европейских странах с февраля 1998 года, а его инъекционная форма — с октября 2002 года.
В России зарегистрирован в 2008 году с торговым наименованием «Дексалгин». Патентообладателем на декскетопрофен выступает фирма Berlin-Chemie AG/Menarini group.

## Свойства
Декскетопрофен является S(+)-энантиомером 3-бензоил-альфа-метилфенилуксусной кислоты, в отличие от своего предшественника, кетопрофена, представлявшего собой рацемическую смесь S(+) и R(−) изомеров.
В готовых лекарственных формах используется в виде водорастворимой трометамоловой соли (декскетопрофена трометамола).

## Фармакология
Фармакологические свойства декскетопрофена аналогичны другим НПВП — неселективным ингибиторам циклооксигеназы.
После приема внутрь максимальная концентрация (Cmax) достигается в среднем через 30 минут (15—60 мин.), после внутримышечного введения — через 20 минут (10—45 мин.); концентрация лекарства в плазме крови (AUC) при парентеральном введении пропорциональна дозе. Связь с белками плазмы — 99 %. Время распределения — 0,35 ч, объем распределения — 0,25 л/кг.
По данным разработчика препарата, анальгезирующий эффект наступает через 30 минут и продолжается 4—6 часов.
Метаболизируется в печени путём конъюгации с глюкуроновой кислотой. Период полувыведения (T1/2) в среднем 1,65 часа (1—2,7 ч.), у пожилых период полувыведения удлиняется на 48 %. Выводится в основном почками в виде метаболитов..
Выпускается в форме таблеток, покрытых пленочной оболочкой, и раствора для инъекций.

## Хемоинформатика
Хемоинформационный анализ декскетопрофена показал, что декскетопрофен может накапливаться преимущественно в мышцах, жировой ткани и надпочечниках. Противовоспалительное и анальгетическое действие декскетопрофена может осуществляться посредством модулирования не только метаболизма простагландинов, но, также, лейкотриенов и энкефалинов; ингибирования ряда металлопротеиназ (MMP3, MMP8, MMP13) и глутаматных рецепторов. Хемореактомный анализ указал на возможные вазодилаторные, антиагрегантные, противодиабетические и противоопухолевые эффекты декскетопрофена 